# Лелюк Олексій Володимирович
Олексій Володимирович Лелюк (нар. 30 листопада 1969, Харків) — депутат ВР України кількох скликань, Голова Державного агентства резерву України (грудень 2010 — листопад 2012); член фракції Партії регіонів (з 11.2007), Був членом Комітету з питань фінансів і банківської діяльності (з 12.2007); голова Полтавського регіонального відділення Партії регіонів (з 12.2003). 28 жовтня 2012 року обраний народним депутатом України VII скликання по одномандатному виборчому округу № 149 (Полтавська область) як кандидат від Партії регіонів. Член комітету ВР з питань паливно-енергетичного комплексу, ядерної політики і ядерної безпеки.

## Освіта
Московський державний технічний університет ім. Баумана (1986—1992), інженер-механік
Національна юридична академія України ім. Ярослава Мудрого (1996—2001), юрист.

## Трудова діяльність
1992—1998 — директор малого підприємства «Егіда».
Березень-грудень 1998 — генеральний директор ТОВ «Цитрон».
1999—2003 — генеральний директор ВАТ «Харківський завод харчових кислот».
2003—2004 — голова правління ВАТ «Полтавагаз».
Червень 2004 — квітень 2006 — Народний депутат України 4-го скликання, виборчий округ № 151, Полтавська область, самовисування. За 32,86 %, 17 суперн.
На час виборів: голова правління ВАТ «Полтавагаз», член Партії регіонів. член фракції «Регіони України» (07.2004-09.05), член фракції Партії регіонів «Регіони України» (з 09.2005), член Комітету з питань регламенту, депутатської етики та організації роботи ВР України (з 02.2005).
У Верховній Раді IV скликання — член Комітету з питань регламенту, депутатської етики і забезпечення діяльності Верховної Ради України.
Квітень 2006 — листопад 2007 — народний депутат України 5-го скликання від Партії регіонів, № 91 в списку. На час виборів: народний депутат України, член Партії регіонів. Член Комітету з питань паливно-енергетичного комплексу, ядерної політики та ядерної безпеки (з 07.2006), член фракції Партії регіонів (з 05.2006).
З вересня 2007 року — Народний депутат України 6-го скликання від Партії регіонів, № 92 у списку. Член Комітету з питань фінансів і банківської діяльності. Член групи міжпарламентських зв'язків із Російською Федерацією і Федеративною Республікою Німеччина. На час виборів: народний депутат України, член Партії регіонів.
28 грудня 2010 року указом Президента України Віктора Януковича призначений головою Державного агентства резерву України, у зв'язку із цим склав повноваження депутата Верховної Ради.
22 листопада 2012 року звільнено з Державного агентства резерву України, у зв'язку з обранням його народним депутатом України.

## Суспільна діяльність
Грудень 2003 — червень 2008 — голова Полтавської обласної організації Партії регіонів.
2004 — очолював виборчий штаб на виборах Президента України (III тур) в Полтавській області, довірена особа кандидата на пост Президента України В.Януковича в ТВО № 153.
Керівник виборчого штабу в Полтавській області на парламентських виборах у 2006 році.

## Нагороди
У 2000 році за багаторічну сумлінну працю та високу професійну майстерність нагороджений Почесною грамотою Харківської обласної держадміністрації та Харківської обласної ради.
У 2005 році за особливі заслуги перед українським народом нагороджений Почесною грамотою Верховної Ради України.
2007 рік — Почесна грамота Полтавської обласної ради за вагомий особистий внесок у соціально-економічний розвиток Полтавського регіону, зміцнення місцевого самоврядування та активну громадянську позицію.
У 2008 році — за особливий особистий внесок у вирішення соціальних питань міста та захист інтересів територіальної громади Полтави — Почесна грамота виконкому Полтавської міської ради.
У січні 2009 року за особливий внесок у процес консолідації українського суспільства, будівництво демократичної, соціальної та правової держави та з нагоди Дня Соборності України нагороджений орденом «За заслуги» ІІІ ступеня.

## Військове звання
З 1991 року — лейтенант запасу.
У 2007 році присвоєно військове звання старшого лейтенанта запасу.

## Критика
Олексій Лелюк два роки всупереч законам і Конституції України суміщав посаду голови держрезерву та депутатський мандат у фракції Партії регіонів
Експерти та журналісти характеризують Лелюка як людину з оточення Клюєвих

### Скандали і розслідування
Активісти та журналісти інтернет-видання «Наші гроші», що займається громадським моніторингом бюджету України, відзначають непрозорі держзакупівлі під керівництвом Олексія Лелюка із захмарно завищеними цінами (20-40 %) за тендерами з одним учасником та інші оборудки при продажі з держрезерву — наприклад «при продажу товарів Держрезерв дає знижки в такому ж розмірі, як і при закупівлі. Тобто покупець отримує товар вже на 20-40 % дешевше від ринкової ціни». Махінації і втрати сягають мільярдів гривень
Forbes.ua відзначає що бізнес Олексію Лелюку дістався від дядька Четверикова, котрий колись контролював Полтавгаз. Останні кілька років Полтавгаз входить в сферу впливу Лелюка. Під час перебування Лелюка на посаді голови держрезерву, лише з початку 2012 року по листопад 2012 Полтавгаз виграв державних тендерів на 167 млн гривень. І це єдина державна газова компанія, яка в ході приватизаційної кампанії не увійшла в коло інтересів Д. Фірташа

## Інше
15 серпня 2014 київський фотограф Влад Содель оприлюднив фото наручного годинника депутата від Партії регіонів Олексія Лелюка. Як виявилось, його Breguet Classique 5717 Hora Mundi 5717PT/AS/9ЗУ коштує 81400 € — майже 1,5 мільйона гривень